# Индустријска област Сан Никола (Потенца)
Индустријска област Сан Никола (итал. Area Industriale San Nicola) је насеље у Италији у округу Потенца, региону Базиликата.
Према процени из 2011. у насељу је живело 31 становника. Насеље се налази на надморској висини од 848 м.